# Hipolit Siemiradzki

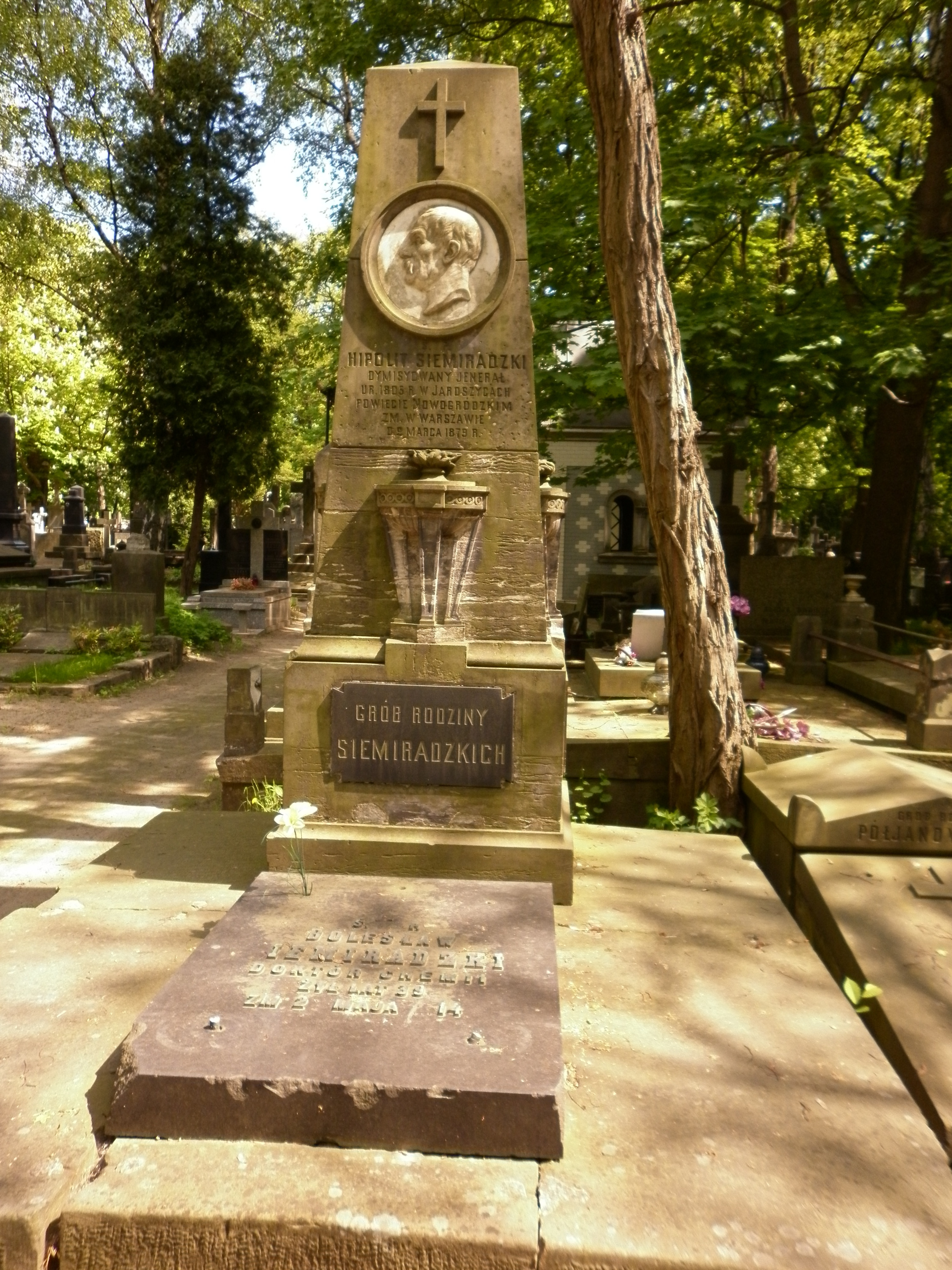
Grób Hipolita Siemiradzkiego na cmentarzu Powązkowskim w Warszawie

Hipolit Siemiradzki (ur. 1805 w Jaroszycach koło Nowogródka, zm. 1875 w Warszawie) – generał major armii rosyjskiej, ziemianin polski.
Od 1826 oficer rosyjskiej kawalerii. Doszedł do stanowiska dowódcy pułku dragonów w Charkowie. Przyjaźnił się tam z polskimi patriotami - Aleksandrem Mickiewiczem (brat Adama, profesor uniwersytetu), przebywając na zesłaniu rodziną Korzeniowskich i innymi.
Od 1871 przeszedł w stan spoczynku. Osiadł w Warszawie, gdzie zmarł. Pochowany na cmentarzu Powązkowskim (kwatera 67-6-1/2).
Ojciec polskiego malarza Henryka Siemiradzkiego oraz tłumaczki Marii Obrąpalskiej. Z powodu służby u Rosjan syn jest uważany za malarza rosyjskiego.